# Rachid Bouhaddouz
Pour les articles homonymes, voir Bouhaddouz.
 (septembre 2024).
 (septembre 2024).
La mise en forme du texte ne suit pas les recommandations de Wikipédia : il faut le « wikifier ».
Les points d'amélioration suivants sont les cas les plus fréquents. Le détail des points à revoir est peut-être précisé sur la page de discussion.
- Les titres sont pré-formatés par le logiciel. Ils ne sont ni en capitales, ni en gras.
- Le texte ne doit pas être écrit en capitales (les noms de famille non plus), ni en gras, ni en italique, ni en « petit »…
- Le gras n'est utilisé que pour surligner le titre de l'article dans l'introduction, une seule fois.
- L'italique est rarement utilisé : mots en langue étrangère, titres d'œuvres, noms de bateaux, etc.
- Les citations ne sont pas en italique mais en corps de texte normal. Elles sont entourées par des guillemets français : « et ».
- Les listes à puces sont à éviter, des paragraphes rédigés étant largement préférés. Les tableaux sont à réserver à la présentation de données structurées (résultats, etc.).
- Les appels de note de bas de page (petits chiffres en exposant, introduits par l'outil «  Source ») sont à placer entre la fin de phrase et le point final[comme ça].
- Les liens internes (vers d'autres articles de Wikipédia) sont à choisir avec parcimonie. Créez des liens vers des articles approfondissant le sujet. Les termes génériques sans rapport avec le sujet sont à éviter, ainsi que les répétitions de liens vers un même terme.
- Les liens externes sont à placer uniquement dans une section « Liens externes », à la fin de l'article. Ces liens sont à choisir avec parcimonie suivant les règles définies. Si un lien sert de source à l'article, son insertion dans le texte est à faire par les notes de bas de page.
- La présentation des références doit suivre les conventions bibliographiques. Il est recommandé d'utiliser les modèles {{Ouvrage}}, {{Chapitre}}, {{Article}}, {{Lien web}} et/ou {{Bibliographie}}. Le mode d'édition visuel peut mettre en forme automatiquement les références.
- Insérer une infobox (cadre d'informations à droite) n'est pas obligatoire pour parachever la mise en page.

Pour une aide détaillée, merci de consulter Aide:Wikification.
Si vous pensez que ces points ont été résolus, vous pouvez retirer ce bandeau et améliorer la mise en forme d'un autre article.
Rachid Bouhaddouz (en amazigh : ⵔⴰⵛⵉⴷ ⴱⵓⵀⴰⴷⴷⵓⵣ, en arabe : رشيد بوهدوز, surnommé Yebba) est un militant politique et culturel amazigh marocain. Il est principalement impliqué dans la défense des droits linguistiques et culturels des Amazighs au Maroc. Son travail se concentre sur la promotion de la langue amazighe et son inclusion dans les sphères publiques et politiques.
En parallèle à ses actions dans le domaine culturel, Bouhaddouz s'engage dans la défense des libertés individuelles et participe à la promotion des idées liées aux Lumières et à la lutte contre l'extrémisme. Il œuvre également pour encourager le dialogue interculturel et pour renforcer la participation des Amazighs dans la vie publique, tout en soutenant la diversité culturelle et l'ouverture dans la société marocaine.

## Vie professionnelle et politique

### Son activité dans le mouvement «Agraw pour Tamazight»
Rachid Bouhaddouz est le coordinateur national du mouvement Agraw pour Tamazight au sein du Parti authenticité et modernité, un mouvement qui œuvre pour la promotion des droits de la langue amazighe au Maroc. Ce mouvement cherche à intégrer la langue amazighe dans les politiques gouvernementales et à obtenir sa reconnaissance constitutionnelle en tant que langue officielle. Bouhaddouz soutient l'utilisation de la langue amazighe dans l'administration, l'éducation et les médias dans le but de promouvoir l'égalité linguistique et culturelle.

### Son activité au sein du Parti de l'Authenticité et de la Modernité
Rachid Bouhaddouz est une figure éminente et controversée au sein du Parti de l'Authenticité et de la Modernité au Maroc. Il est membre du Conseil national du parti et joue un rôle crucial dans la promotion de la réconciliation interne et l’unification des rangs, à une époque où le parti a connu des conflits internes. Il est également membre des bureaux régional et provincial du parti dans Nador et dans la région de l'Oriental, où il contribue à l'orientation des politiques locales du parti et au renforcement de son rôle dans la région.
En plus de son rôle au sein du parti, Bouhaddouz est l'une des figures ayant contribué à la rédaction de la Charte des principes éthiques politiques du parti, où il a prôné la transparence et l'intégrité dans l'action politique. Selon Bouhaddouz, cette charte représente une étape clé pour garantir la crédibilité et le professionnalisme au sein du parti, ce qui contribue à la stabilité du parti et renforce ses orientations futures.
Dans le cadre de ses activités politiques, Bouhaddouz a récemment été élu président de la commission chargée du dossier de l'amazighité, une étape importante qui reflète la confiance que le parti lui accorde sur les questions d'identité et de langue, considérées comme des enjeux centraux au Maroc.

### Rédiger le premier chèque en amazigh
En décembre 2019, Rachid Bouhaddouz a annoncé qu'il avait émis et encaissé le premier chèque bancaire entièrement rédigé en caractères Tifinagh, utilisés dans la langue amazighe. Cet événement a été considéré comme une étape importante dans la mise en œuvre du statut officiel de la langue amazighe au Maroc. Le chèque a été encaissé sans problème par la banque, et Bouhaddouz a partagé cette initiative sur les réseaux sociaux.
Dans ses déclarations médiatiques, Bouhaddouz a souligné qu'il ne s'attendait pas à ce que le chèque soit délivré facilement et qu'il était prêt à prendre des mesures légales en cas de refus. Il a également souligné la nécessité de prendre des initiatives similaires dans divers secteurs pour renforcer la présence de la langue amazighe dans la vie quotidienne, considérant que la société civile devrait partager la responsabilité de l'activation officielle de l'amazighe, notamment en raison de la lenteur de sa mise en œuvre par les institutions officielles.

### Le procès contre la série «Fath Al-Andalus»
En 2022, Rachid Bouhaddouz a porté plainte contre la Société nationale marocaine de radiotélévision au sujet de la série « Fath Al-Andalus ». Bouhaddouz a estimé que la série déforme l'histoire marocaine et présente le leader amazigh Tariq bin Ziyad comme un leader levantin, ce qui contribue à oblitérer l'identité amazighe. Cette question a déclenché une vaste controverse au sein de la société marocaine concernant la représentation de la langue amazighe dans les œuvres artistiques et historiques.

## Contributions culturelles et littéraires
Rachid Bouhaddouz est non seulement un militant politique, mais aussi un écrivain et un contributeur à la critique littéraire, en particulier dans le domaine de la littérature amazighe. À travers ses articles, Bouhaddouz examine les défis auxquels la littérature amazighe est confrontée et s'efforce de promouvoir le développement de la critique littéraire dans ce domaine.

### Ses articles littéraires
Rachid Bouhaddouz a contribué à de nombreux articles publiés dans divers journaux et magazines marocains. Parmi ses écrits, on trouve « Le piège des statistiques », où il analyse l'impact des classifications statistiques sur l'identité culturelle ; « Un quart de siècle de Tamgrabit », qui traite des défis auxquels l'identité marocaine mixte a été confrontée au cours des 25 dernières années ; et « Les défis de la critique littéraire dans la littérature amazighe », où il explore les possibilités de développement de la littérature amazighe pour qu'elle obtienne une plus grande reconnaissance au niveau mondial.

## Ses positions politiques et sociales
Rachid Bouhaddouz est connu pour son engagement en faveur de la promotion de la langue amazighe comme un élément clé de l’identité marocaine. Il soutient l'extension de l'usage de la langue amazighe dans les institutions publiques et travaille à influencer les politiques publiques afin de garantir une meilleure intégration de cette langue dans la vie quotidienne des Marocains. Bouhaddouz a également plaidé pour que le Nouvel An amazigh soit reconnu comme fête nationale officielle au Maroc, reflétant son engagement en faveur des droits culturels et linguistiques des Amazighs. Il est également favorable aux valeurs des Lumières, à la promotion du libéralisme et de l’égalité, tout en rejetant la violence et l'extrémisme et en encourageant le dialogue interculturel.

## Intérêts politiques
En plus de son engagement culturel, Rachid Bouhaddouz est actif sur la scène politique marocaine. À travers son implication dans le Parti Authenticité et Modernité (PAM), il soutient la réforme politique et l'amélioration de la participation des jeunes et des femmes dans la sphère publique. Bouhaddouz exprime également des critiques envers certaines alliances politiques qu'il considère en décalage avec les idéaux de modernité et de démocratie, en particulier celles impliquant des courants islamistes.

## Rôle dans la fondation du Mouvement du 20 février
En 2011, Rachid Bouhaddouz a participé à la création du Mouvement du 20 Février au Maroc, dans le cadre du printemps démocratique. Bouhaddouz a exprimé son désaccord avec le mouvement "Liberté et Démocratie Maintenant", dont la plateforme ne comprenait pas la reconnaissance de la langue amazighe comme langue officielle, un point qu'il considérait essentiel en raison de son engagement pour les droits amazighs,.
Sous le pseudonyme Ithri n Rif, Bouhaddouz a choisi de rester en retrait, craignant que son association ouverte avec le Mouvement nationaliste rifain ne conduise à des accusations de séparatisme. Il a ainsi organisé le groupe sous le nom de Mouvement du 20 Février, en choisissant stratégiquement la date du 20 février pour les manifestations, en opposition à la date proposée du 27 février par le mouvement "Liberté et Démocratie Maintenant". Ce choix de date a permis au mouvement de bénéficier d'un soutien populaire important, après que le gouvernement marocain a autorisé les manifestations pacifiques du 20 février.
Bouhaddouz a également veillé à ce que la plateforme officielle du mouvement ne soit pas directement associée à des figures amazighes, ce qui a facilité l'inclusion de la reconnaissance de la langue amazighe comme langue officielle dans les revendications du mouvement. Contrairement à d'autres plateformes proposées par des groupes islamistes et de gauche, celle du "Mouvement du 20 Février : le peuple veut le changement" a réussi à réunir diverses factions autour d'objectifs communs, dont la reconnaissance de l'amazigh comme langue officielle au Maroc.
Le 4 janvier 2023, Rachid Bouhaddouz a été élu président de l'Autorité nationale de contrôle de la production audiovisuelle et artistique (INCPAA).